# Oleksandr Hrytsay
Oleksandr Anatoliyovych Hrytsay est un footballeur ukrainien né le 30 septembre 1977 à Chernihiv. Il joue au poste de défenseur.
Sa première sélection en équipe d'Ukraine a lieu en 2007.